# Fantasporto
El Festival Internacional de Cine Fantástico de Oporto, más conocido como Fantasporto, es un festival de cine fantástico. Celebrado en Oporto, es el mayor festival de cine de Portugal y uno de los más importantes del mundo.
Nacido en 1981 como Mostra de Cinema Fantástico (Muestra de Cine Fantástico), en 1993 acuñó su nombre actual. Su objetivo es la divulgación de buen y variado cine fantástico de todas las tendencias y geografías. Pero no solamente pretendió ser un referente de esto, sino de todas las artes. Por esto incluye iniciativas como exposiciones de pintura, espectáculos teatrales y de marionetas, concursos de carteles, cómics y cine amateur y edición de libros monográficos y temáticos.

## Gran Premio
| Año  | Título                                    | Director                     | País            |
| ---- | ----------------------------------------- | ---------------------------- | --------------- |
| 1982 | The Redeemer                              | Krsto Papić                  | Yugoslavia      |
| 1983 | Scanners                                  | David Cronenberg             | Canadá          |
| 1984 | The Last Battle                           | Luc Besson                   | Francia         |
| 1985 | The Company of Wolves                     | Neil Jordan                  | Reino Unido     |
| 1986 | Fuego eterno                              | José Ángel Rebolledo         | España          |
| 1987 | Defense of the Realm                      | David Drury                  | Reino Unido     |
| 1988 | Una historia china de fantasmas           | Ching Siu-tung               | Hong Kong       |
| 1989 | Monkey Shines                             | George A. Romero             | Estados Unidos  |
| 1990 | Black Rainbow                             | Mike Hodges                  | Reino Unido     |
| 1991 | Henry: Portrait of a Serial Killer        | John McNaughton              | Estados Unidos  |
| 1992 | Toto le Héros                             | Jaco van Dormael             | Bélgica         |
| 1993 | Braindead                                 | Peter Jackson                | Nueva Zelanda   |
| 1994 | Cronos                                    | Guillermo del Toro           | México          |
| 1995 | Shallow Grave                             | Danny Boyle                  | Reino Unido     |
| 1996 | Seven                                     | David Fincher                | Estados Unidos  |
| 1997 | Bound                                     | Wachowski brothers           | Estados Unidos  |
| 1998 | Retroactive                               | Louis Morneau                | Estados Unidos  |
| 1999 | Cube                                      | Vincenzo Natali              | Canadá          |
| 2000 | Siam Sunset                               | John Polson                  | Australia       |
| 2001 | Amores perros                             | Alejandro González Iñárritu  | México          |
| 2002 | Fausto 5.0                                | Los Fura del Baus            | España          |
| 2003 | Intacto                                   | Juan Carlos Fresnadillo      | España          |
| 2004 | Janghwa, Hongryeon                        | Kim Jee-woon                 | Corea del Sur   |
| 2005 | Nothing                                   | Vincenzo Natali              | Canadá          |
| 2006 | Frostbiten                                | Anders Banke                 | Suecia          |
| 2007 | El laberinto del fauno                    | Guillermo del Toro           | México          |
| 2008 | REC                                       | Jaume Balagueró & Paco Plaza | España          |
| 2009 | Idiots and Angels                         | Bill Plympton                | Estados Unidos  |
| 2010 | Heartless                                 | Philip Ridley                | Reino Unido     |
| 2011 | Zwart water                               | Elbert Van Strien            | Países Bajos    |
| 2012 | Hell                                      | Tim Fehlbaum                 | Alemania        |
| 2013 | Mama                                      | Andrés Muschietti            | España / Canadá |
| 2014 | Miss Zombie                               | Sabu                         | Japón           |
| 2015 | Un hada llamada Liza (Liza, a rókatündér) | Károly Ujj Mészáros          | Hungría         |

## Enlaces
- Página oficial del festival
- Palmarés del Festival Fantasporto 2015

- Datos: Q1325279
- Multimedia: Fantasporto / Q1325279